# Obszar ochrony ścisłej Wyspa Kamienna
Wyspa Kamienna – obszar ochrony ścisłej o powierzchni 0,16 ha, obejmujący małą wysepkę na jeziorze Gardno na obszarze Słowińskiego Parku Narodowego. Ochronie podlegają miejsca lęgowe kormorana czarnego i mewy srebrzystej. Najbliższe miejscowości to Rowy i Gardna Wielka.